# えんぶり
えんぶり（朳）とは、初春の神事として青森県八戸市一円を中心とする青森県南部地方各地で広く行われる予祝芸能の一種である。八戸市における保護団体は八戸地方えんぶり連合協議会。

## 概要
毎年2月17日の早朝に30組を越える「朳（えんぶり）組」が八戸市長者山の長者山新羅神社に奉納した後に同市の中心街で一斉摺りを行い、その後更に八戸市近郊を門付けして巡り、20日までの4日間に亘って同市内の各所で演じられる。現在では観光的要素の大きい行事となっているが、元々は儀礼性の濃い田楽（田植踊）の一種であるとされる。先端に鳴子板や金輪をつけた「ジャンギ」と呼ばれる棒を持って踊られるが、このジャンギが田植えの前に田を均すのに用いる柄振・朳（えぶり）という農具に起源も持つものであるために「えんぶり」と呼ばれるようになったと伝えられる。漢字では古来より「朳」が当てられるが、この芸能を「えぶり」と呼ぶことはない。よって、「朳」を「えんぶり」と読むのは、この地方独特の方言漢字（地域音訓）である。

## えんぶりの舞い
農作業に活躍した馬の首を象り鶴や亀等の瑞獣や田植えの様子などを描いた長大な烏帽子を被った3人もしくは5人の「太夫（たゆう）」という舞い手が、祝言風に田作りの情景を唱う歌に合わせて、首を傾け傾けしつつジャンギを地面に突き立てたり地面を摺るようにして勇壮に舞う。このことを太夫が「摺る」という。一つのえんぶり組の編成は太夫を始め囃子方、唄い手、舞い手など総勢20～30人から成る。
「摺り始め」「中の摺り」「摺り納め」から構成され、各合間に笛と太鼓、手平鉦による囃子に合わせ、厚化粧を施されたこどもたちによる、「松の舞」や「恵比須舞（えびすまい）」、「大黒舞（だいこくまい）」等の祝福芸や、田植えの様を滑稽に演じる「田植万才」、曲芸風の「豊年玉すだれ」や「金輪切」、「エンコエンコ」等の余興芸が挿入される。
また、太夫の摺りがゆっくりとした動きの「ながえんぶり」と拍子の速い「どうさいえんぶり」に二分されるが、途中で「ごいわい唄」が入り、「神酒いただき」のある「ながえんぶり」が古い型であるという。また、「どうさいえんぶり」の烏帽子には、「前髪」というテープ状の房がついている。「ながえんぶり」の烏帽子には前髪は無く、太夫のリーダー「藤九郎（とうくろう）」の烏帽子にだけ、牡丹またはウツギの花がついている。

## 歴史・沿革
もともとは旧小正月に行われ、明治維新直後「物乞いに似た行為」として当時の県より一時禁止令が発せられたが、1881年（明治14年）に当時の有力者（大澤多門ら）により八戸町内（当時）の長者山新羅神社の神事として復興された。
その後、1897年（明治30年）からは「えんぶり行列」として同神社の相殿神として祀られていた稲荷大神の神輿渡御式も行われるようになり、1909年（明治42年）には伊勢神宮の2月17日の祈年祭に合わせて現行日に改められた。

## 朳組
えんぶり組（2024年（令和6年）の参加実績は34組）の中、八戸市以外にも階上町に3組、南部町に3組、おいらせ町に1組のえんぶり組が存在する。また、一般参加のえんぶり組以外にも、一部の小学校や中学校が課外活動や部活動として行う「子供えんぶり組」が存在する。

## 文化財
八戸地方の予祝芸として芸能史的価値の高いものとして、1971年（昭和46年）11月11日に国の選択無形民俗文化財に選択され、1979年（昭和54年）2月3日に国の重要無形民俗文化財の指定を受けた。